# 권오을
권오을(權五乙, 1957년 3월 17일, 경상북도 안동시 ~ )은 대한민국의 정치인이다. 제15, 16, 17대 국회의원을 역임했고, 2007년 말 대한민국 제17대 대통령 선거에서 이명박 캠프 유세단장에 있었으며, 제18대 국회 후반기 사무총장에 임명되었다. 2012년 말 대한민국 제18대 대통령 선거에서 박근혜후보 캠프에서 김무성 총괄선대본부장을 보좌 부본부장으로 활동했으며, 김무성 새누리당 당대표 경선캠프에서 총괄본부장을 지냈다. 전 바른미래당 경북도당 위원장이다.

## 학력
- 1970년 안동국민학교 졸업
- 1973년 안동중학교 졸업
- 1976년 경북고등학교 졸업
- 1982년 고려대학교 정경대학 정치외교학 학사
- 1990년 고려대학교 대학원 경제학 석사

## 경력
- 1991 ~ 1995 : 제4대 경상북도의회 의원
- 1996.05 ~ 2000.05 : 제15대 통합민주당 국회의원(경북 안동시갑)
- 1996.10 ~ 1997.09 : 통합민주당 대변인
- 1998.09 ~ 2001.05 : 국회 예산결산특별위원회 의원
- 1997.11 : 한나라당 경북 안동지구당 지구당위원장
- 1998.12 ~ 2001.05 : 한나라당 이회창 총재 기획특보
- 2000.05 ~ 2004.05 : 제16대 한나라당 국회의원(경북 안동시)
- 2000.05 ~ 2001.06 : 국회 농림해양수산위원회 한나라당 간사
- 2001.05 ~ 2001.12 : 한나라당 기획위원장
- 2002.07 ~ 2003.05 : 국회 문화관광위원회 의원
- 2004.07 ~ 2006.05 : 국회 행정자치위원회 의원
- 2004.05 ~ 2008.05 : 제17대 한나라당 국회의원(경북 안동시)
- 2004.06 ~ 2006.01 : 한나라당 정치개혁특위 위원장
- 2006.06 ~ 2008.05 : 국회 농림해양수산위원회 위원장
- 2009.11 ~ 2010.06 : 영남대학교 정치외교학과 객원교수
- 2010.06 ~ 2011.12 : 국회 사무총장
- 2012.01 : (사)포럼오늘 공동대표
- 2012.03 : 대구가톨릭대학교 정치외교학과 초빙교수
- 2014 ~ 2014 : 김무성 반드시 캠프 총괄본부장
- 2014.08 : 새누리당 인재영입위원회 위원장
- 2017.01 ~ 2018.02 : 바른정당 경북도당 위원장
- 2017.06 ~ 2017.11 : 바른정당 최고위원
- 2018.02 : 바른미래당 경북도당 위원장
- 2018.02 : 바른미래당 안동시 공동지역위원장
- 바른미래당 경북도당위원장 직무대행
- 바른미래당 경북도당위원장
- 바른미래당 안동시 지역위원장
- 2023.04 ~ 2025.04 : 대한민국헌정회 당연직이사
- 2025.04 ~ : 더불어민주당 입당
- 2025.04 ~ 2025.06 : 진짜 대한민국 선거대책위원회 국민대통합위원회 공동위원장
- 2025.07 ~ : 제3대 국가보훈부 장관

## 상훈
- 1994년 전국 광역의원대상 의정수행능력평가 Best의원
- 1997년-2001년 5년 연속 국정감사 최우수의원
- 1998년 국회 예산결산위원회 최우수의원
- 1999년 초대 납세자의 친구상
- 2000년 16대 국회의원 의정활동 대상: 273명 중 평가 1위
- 2001년 올해를 빛낸 정치인상 수상
- 2002년 유권자운동연합 선정 문화관광위원회 최우수의원
- 2004년 국정감사 최우수의원
- 2005년 국정감사 최우수의원
- 2007년 우수상임위원장 선정

## 역대 선거 결과
|  | 63.8% |

|  | 39.71% |

|  | 46.21% |

|  | 61.60% |

|  | 10.19% |

|  | 4.80% |

## 소속 정당
| 소속 정당 | 소속 정당    | 소속 기간 | 비고      |
| --------- | ------------ | --------- | --------- |
|           | 통일민주당   | 1988~1990 | 정계 입문 |
|           | 무소속       | 1990      | 탈당      |
|           | 민주당       | 1990~1991 | 창당      |
|           | 민주당       | 1991~1995 | 합당      |
|           | 통합민주당   | 1995~1996 | 합당      |
|           | 민주당       | 1996~1997 | 당명 변경 |
|           | 한나라당     | 1997~2010 | 합당      |
|           | 무소속       | 2010~2011 | 탈당      |
|           | 한나라당     | 2011~2012 | 복당      |
|           | 새누리당     | 2012~2016 | 당명 변경 |
|           | 무소속       | 2016~2017 | 탈당      |
|           | 바른정당     | 2017~2018 | 창당      |
|           | 바른미래당   | 2018~2019 | 합당      |
|           | 무소속       | 2018~2025 | 탈당      |
|           | 더불어민주당 | 2025~현재 | 입당      |

## 같이 보기
- 안동시 갑
- 안동시 (2000년 선거구)
- 안동시의 국회의원
- 대한민국의 국회사무총장
- 대한민국의 국가보훈부 장관